# Голлюм
Голлюм (нід. Hollum) — село в нідерландській провінції Фрисландія. Входить до муніципалітету Амеланд. Найбільший населений пункт на однойменному острові.
Його площа становить 12,77км², а населення станом на 2021 рік складало 1 285 осіб.
Перша згадка про населений пункт датується 1485 роком.

## Галерея

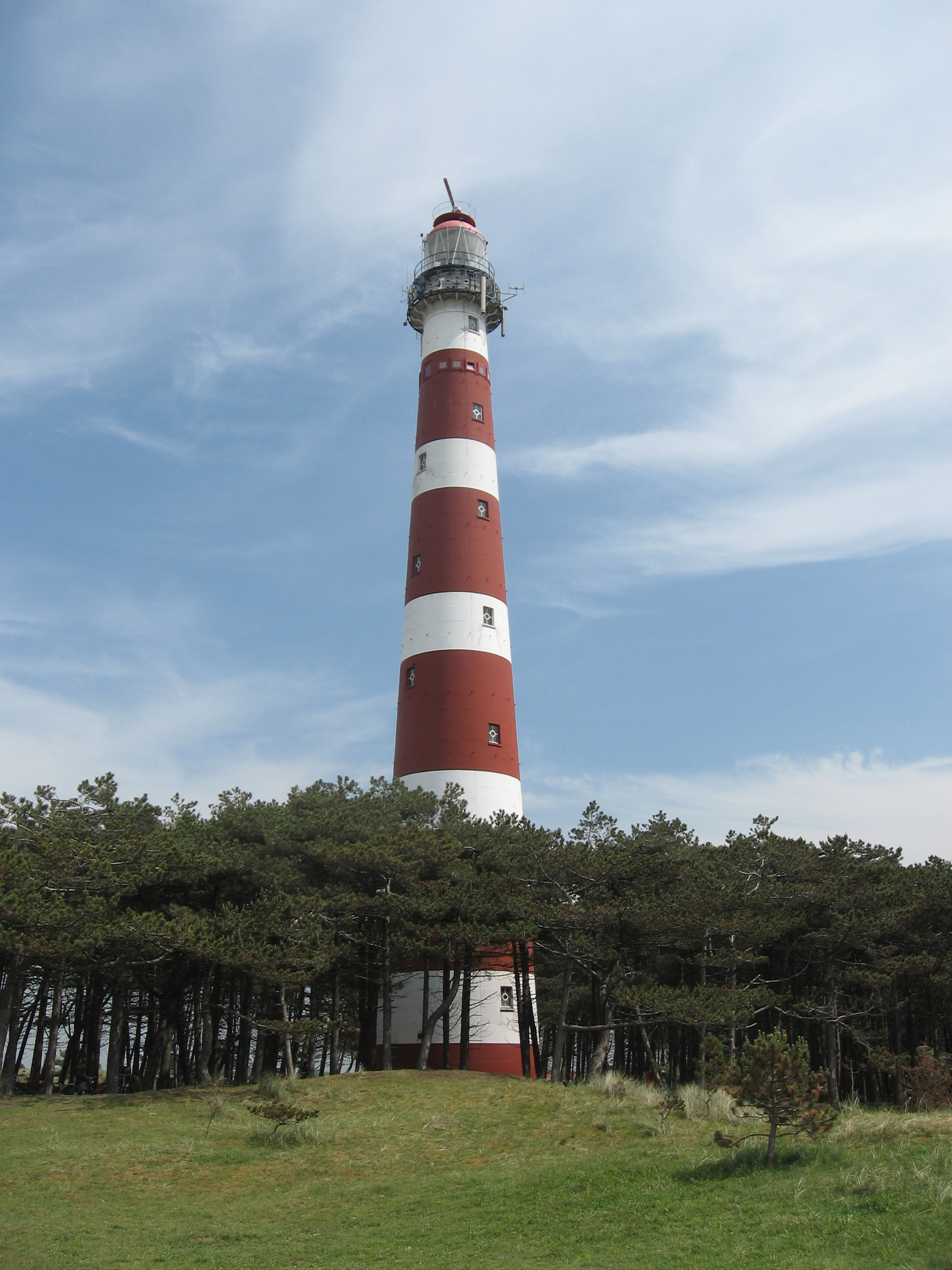
Маяк Bornrif
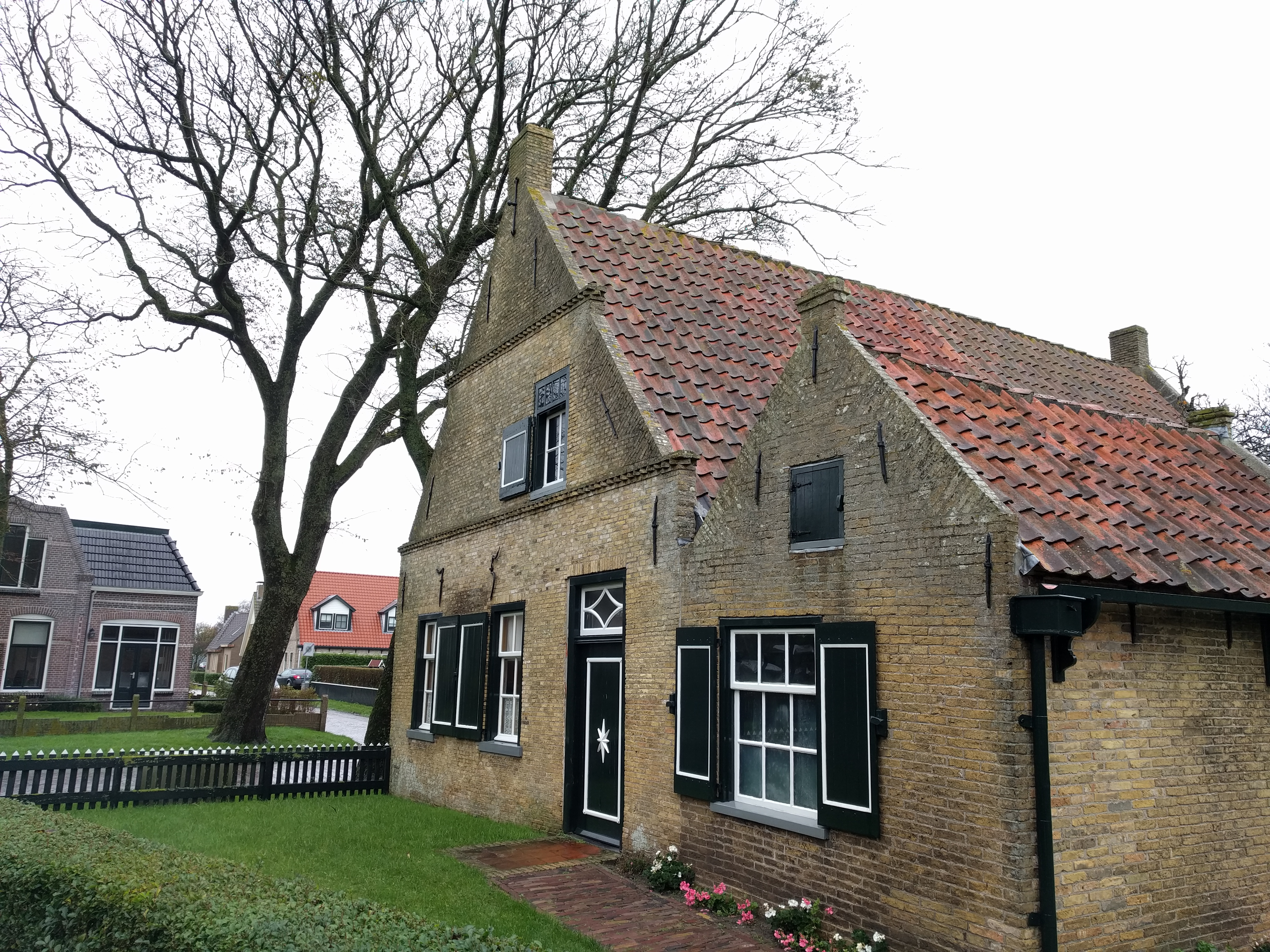
Музей Sorgdrager
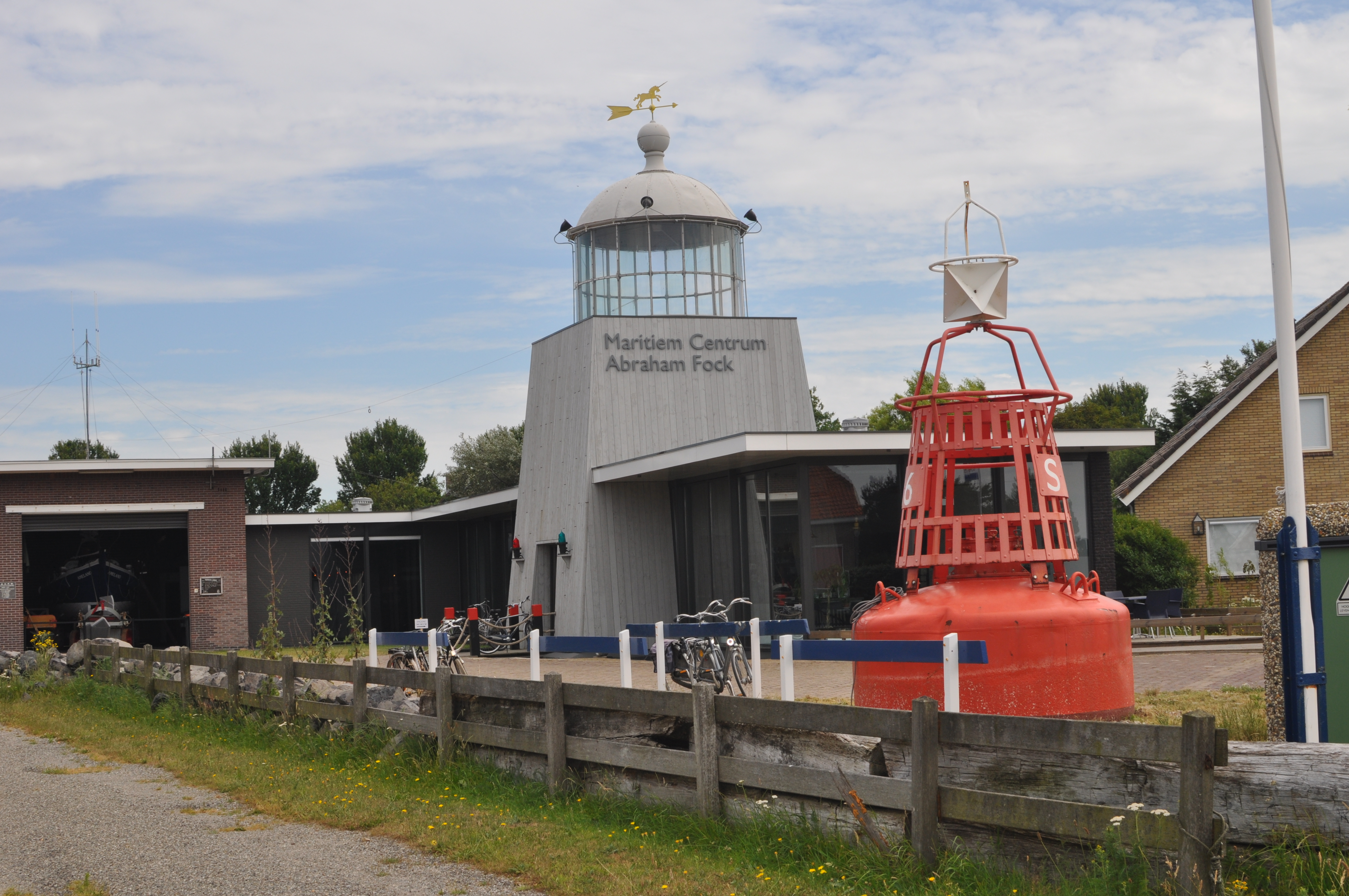
Морський музей
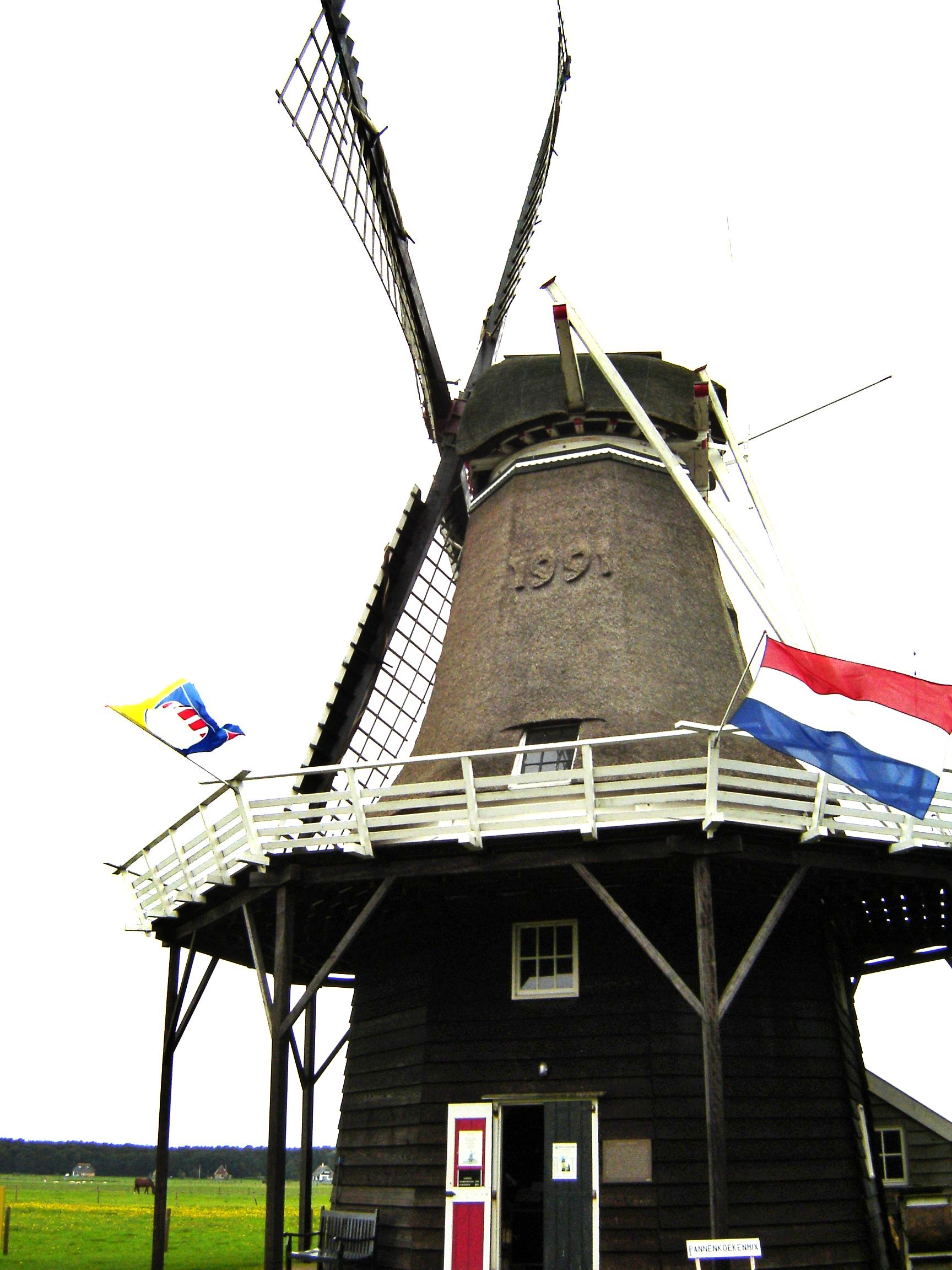
Вітряк De Verwachting